# Stockholms Fria Tidning
Stockholms Fria Tidning var en svensk tryckt veckotidning utgiven mellan åren 2001 och 2017. Tidningen ägdes av mediekooperativet Fria Tidningar där ETC bland annat ingick. Initiativtagare och grundare av tidningen var Lennart Fernström och Björn Danielsson. Nedläggningen av papperstidningen gjordes då man inte nådde upp till presstödsnivån på 1500 prenumeranter. Efter 2017 fanns enbart den digitala prenumererade versionen Fria. Även den försvann 2019.